# Thamnophilus caerulescens
L'averla formichiera variabile (Thamnophilus caerulescens Vieillot, 1816) è un uccello passeriforme appartenente alla famiglia Thamnophilidae.

## Distribuzione e habitat
Argentina, Bolivia, Brasile, Paraguay, Perù, Uruguay.